# ヨジー・バーテル
ヨジー・バーテル（Joseph ("Josy") Barthel、1927年4月24日 - 1992年7月7日）は、ルクセンブルクの陸上競技選手。1952年ヘルシンキオリンピック男子1500mで獲得した金メダルは、夏冬通じてルクセンブルクがオリンピックで獲得した唯一の金メダルである。

## 経歴
バーテルの中距離選手としての能力は第二次世界大戦中に見出される。1947年に行われたミリタリー世界選手権の800mで勝利し、その名を知られるようになった。翌年のミリタリー世界選手権では800mと1500mの2冠を達成した。
1948年にはロンドンオリンピックで1500mに出場したが、9位という結果に終わっている。
1949年の世界学生選手権では1500m、1951年の世界学生選手権では800m、1500mの2種目制覇を果たした。
バーテルがもっとも輝いたのは1952年のヘルシンキオリンピックである。この大会で彼は1500mに出場。力強いフィニッシュで3分45秒1の記録を出し、金メダルを獲得した。彼は1956年メルボルンオリンピックにも出場したが途中棄権している。この大会の後引退した。
1962年にはルクセンブルク陸連の会長、1973年から1977年にかけてルクセンブルクオリンピック委員会会長、1977年からルクセンブルクの運輸・環境大臣となった。
1992年死去。1993年、彼の功績を称え、ルクセンブルク市の競技場「スタッド・ミュニシパル」がスタッド・ヨジー・バーテルに改称された。